# Cvintet de coarde
Cvintetul de coarde este o compoziție muzicală pentru un cvartet de coarde standard (două viori, violă și violoncel) suplimentat de un al cincilea instrument, de regulă o violă secundară (denumit "cvintet de violă"), un violoncel secundar (denumit "cvintet de violoncel") iar uneori un contrabas. Wolfgang Amadeus Mozart, care prefera adăugarea unei viole secundare, este considerat pionierul formei. Cel mai cunoscut cvintet este Cvintetul de coarde în Do major al lui Franz Schubert. Cvintetul de Coarde Op. 77 al lui Antonín Dvořák folosește contrabasul iar celebra lucrare Eine kleine Nachtmusik a lui Mozart poate fi interpretat folosind această instrumentație (contrabasul fiind opțional). Alte adăugări includ un clarinet sau un pian (Cvintet de clarinet și Cvintet de pian).
O formă neobișnuită a cvintetului de coarde este "cvintetul de vioară" care este alcătuit din trei viori, o violă și un violoncel (fiind astfel un cvartet de coarde cu o a treia vioară). În unele situații a treia vioară îndeplinește rolul de solist, lucrarea fiind numită "pentru vioară și cvartet de coarde". De exemplu, primul concert pentru vioară al lui Allan Pettersson folosește această instrumentație.
Mulți compozitori cunoscuți pentru cvartete lor de coarde, cum ar fi Joseph Haydn (considerat pionierul genului), Béla Bartók și Dmitri Șostakovici, nu au compus niciodată un cvintet de coarde.

## Exemple de cvintete de violă
- Johannes Brahms - Două cvintete de violă, Op. 88 și Op. 111
- Max Bruch - Un cvintet de violă în La minor
- Anton Bruckner - Un cvintet de violă în Fa major
- Felix Mendelssohn - Cvintetul de violă nr. 1 în La major (Op. 18) și Cvintetul de violă nr. 2 în Si bemol major (Op. 87)
- Wolfgang Amadeus Mozart - Șase cvintete de violă

## Exemple de cvintete de violoncel
- Alexandr Borodin - Un cvintet de violoncel în Fa minor
- Alexandr Glazunov - Un cvintet de violoncel în La major, Op. 39
- Franz Schubert - Un cvintet de violoncel, D956